# Ruslan Khazipov
 Ruslan Khazipov (russisch Руслан Айдарович Хазипов; * 23. März 1989 in Kasan) ist ein in Deutschland lebender russischer Komponist und Musiker.

## Leben und Wirken
Ruslan Khazipov lebte bis 2012 überwiegend in seiner Heimatstadt Kasan. In Kasan erlernte er 2000–2004 Klavier und Gitarre in einer Musikschule und bildete sich anschließend autodidaktisch weiter. 2012 zog Ruslan Khazipov nach Freiburg im Breisgau um, um dort Komposition an der Hochschule für Musik zu studieren. Seine Kompositionsprofessoren waren Brice Pauset, Jörg Widmann und Orm Finnendahl. Außer dem Kompositionsstudium nahm Ruslan Khazipov Cembalounterricht bei Robert Hill. Im Jahr 2020 beendete er erfolgreich sein Masterstudium an der Musikhochschule Freiburg.
Als Komponist beschäftigt sich Ruslan Khazipov mit der Kammer- und Vokalmusik. Seine Opern-Szene Stimme des Vaters (2017 in Freiburg uraufgeführt) vertont den Text des gleichnamigen Stückes von Andrej Platonow und gehört dabei zur sehr kleinen Reihe der Musikwerke, die mit Platonows Texten verbunden sind. Ruslan Khazipovs einaktige Oper The Cabalist ist nach der Erzählung The Cabalist of East Broadway des Nobelpreisträgers Isaac Bashevis Singer in englischer Sprache verfasst und wurde im Juni 2019 am Theater Freiburg uraufgeführt. Sie ist eine der ersten Opern, die auf literarischer Vorlage von Singer basiert sind. Beide Opernwerke wurden außerdem in Berlin, Stuttgart (Wilhelma-Theater) und Karlsruhe (Badisches Staatstheater Karlsruhe) aufgeführt.
Kompositionen von Ruslan Khazipov wurden von der Schola Heidelberg, Brice Pauset und anderen Musikern uraufgeführt. Seine Komposition Widmung. Ein Quartett für Violine, Viola und Violoncello erschien im Musikverlag „Bellmannmusik“.

## Kompositionen (Auswahl)
- Elegie. Boris Yoffe gewidmet, für Streichquartett (2007)
- Sonatenstück für Klavier (2008)
- Lied für Bratsche (Geige) (2010)
- Bagatellen (I-V) für Klavier (2010, 2015)
- Quartettenheft für Streichquartett (2011–12)
- Widmung: ein Quartettheft (2013)
- Quasi Ritual für Klavier (2013)
- 5 Kanons für 4 Stimmen (2014)
- Sarabande für Cembalo (2015)
- Reue für Klavier (2017)
- Klingende Vasen für Klavier (2017)
- Stimme des Vaters, eine Oper-Scene nach Andrej Platonow (2017)
- Souvenir mystique für Klavier (2018)
- Sonate Nr.1 für Flöte und Klavier (2018)
- Sonate Nr.2 für Flöte und Klavier (2018)
- Cabalist, eine einaktige Oper nach Isaac Bashevis Singer (2019)
- Lob des Alters. Brice Pauset gewidmet, für Hammerklavier (2019)
- Messe für eine Stimme und Orgel (2020)